# 미스코리아 (노래)
"미스코리아"는 가수 이효리의 5집 정규 음반인 《MONOCHROME》의 수록곡이다. 2013년 5월 21일 5집 음반 발매에 앞서 2013년 5월 6일에 선공개되었다. 작사·작곡은 이효리, 편곡은 이상순이 맡았다.